# Glyphostoma otohimeae
Glyphostoma otohimeae é uma espécie de gastrópode do gênero Glyphostoma, pertencente a família Conidae.